# Хаупт, Херберт
Херберт Хаупт (нем. Herbert Haupt; род. 28 сентября 1947, Зебоден-ам-Милльштеттер-Зе) — австрийский политический деятель, член Австрийской партии свободы, в 2002—2004 годах председатель партии. До начала политической карьеры имел ветеринарную практику. В 1986 году избран в Национальный совет от АПС, в 2000—2005 годах занимал должность министра социальной политики, с февраля по октябрь 2003 года также был вице-канцлером Австрийской республики. В 2006—2009 годах занимал должность федерального омбудсмена по делам инвалидов.